# Найманець
Найманець — людина, яка бере участь у збройному конфлікті, керуючись бажанням отримати матеріальну винагороду, і не є військовослужбовцем будь-якої офіційної армії.

## Історія

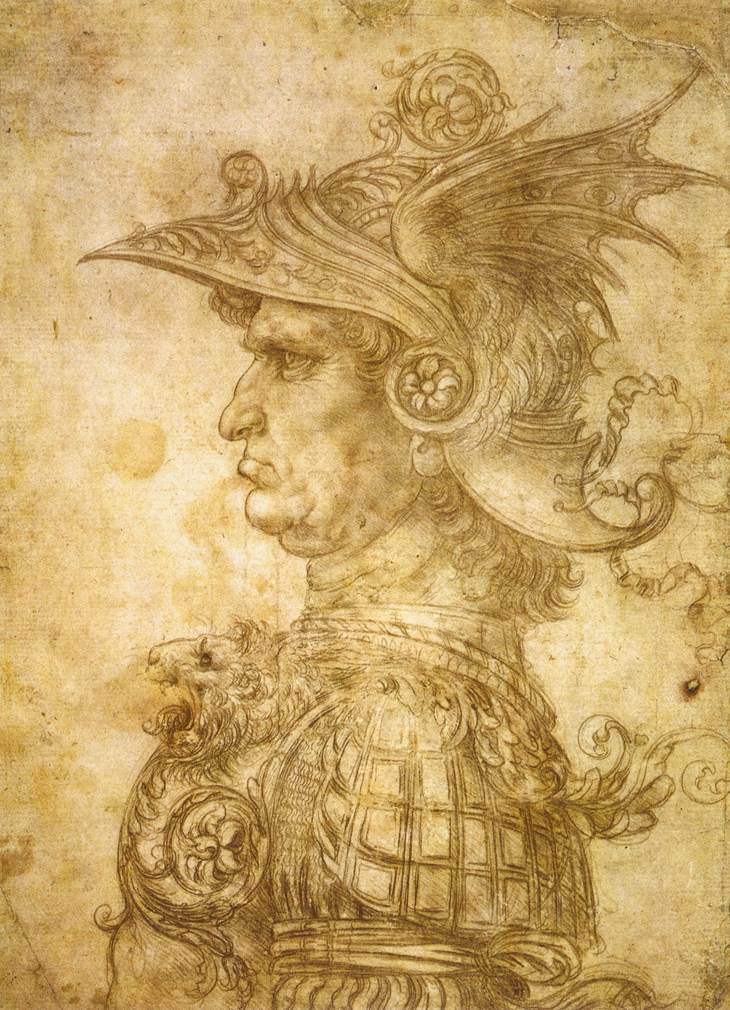
Леонардо да Вінчі. «Профіль кондотьєра», 1480. Кондотьєрами в Італії в епоху пізнього середньовіччя та Відродження називали лідерів найманців (ландскнехтів).

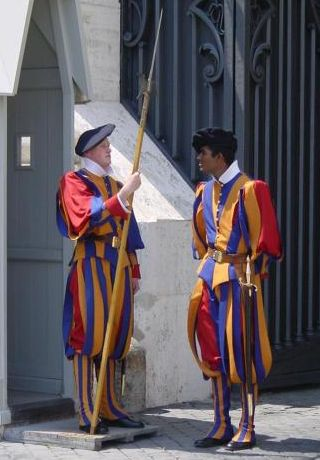
Швейцарські найманці — охорона Ватикану

Першою згадкою про військових найманців вважають повідомлення про битви давньоєгипетського фараона Рамзеса II, у яких, зокрема, брали участь 11 тисяч найманих вояків. Давньогрецький історик Ксенофонт в «Анабасисі» розповідає про долю 10 тисяч грецьких найманців, які воювали в лавах армії перського царя Кіра Молодшого проти його брата Артаксеркса. Коли перське військо здалося після загибелі Кіра, грецькі найманці відмовилися скласти зброю, і вирушили через землі войовничих племен та успішно дісталися до Чорного моря.
Взагалі професія найманого вояка була досить поширеною в античні часи, особливо в Давній Греції.
Розквіт професії найманця припав на епоху Середньовіччя. У ранньому Середньовіччі свої послуги давнім правителям пропонували дружини вікінгів. Відомий норвезький король Гаральд III Суворий тривалий час служив начальником охорони візантійського імператора та брав участь у багатьох битвах.
Класичним прикладом найманців були швейцарці, які прославилися завзятістю на полі бою, завдяки чому їх задоволенням наймали у свої армії монархи Європи. У XV — XVII сторіччях велику роль у збройних конфліктах грали ландскнехти — самостійні загони найманців. На відміну від середньовічних лицарів з їх кодексом честі, ландскнехти стали символом брудних способів ведення війни, вони залюбки грабували та вбивали мирне населення. Свої загони ландскнехти називали бандами, з тих пір ця назва стала загальновизнаною для позначення організованої групи людей, яка займається розбоєм. Термін мародер — пішов від імені одного з капітанів загону ландскнехтів.
У XVII сторіччі почалися так звані «польоти диких гусей» — так називали свій шлях у континентальну Європу загони ірландських найманців. Вони воювали не тільки в Європі, але й у Новому Світі. Від ірландців не відставали і шотландці. Історик Джеффрі Паркер зазначає, що 40 000 шотландців (близько п'ятнадцяти відсотків дорослого чоловічого населення) служили солдатами в континентальній Європі з 1618 по 1640 рік (під час Тридцятирічної войні).
У епоху індустріалізації відбувся занепад професії найманця. Уніфіковане виробництво ефективної, дешевої зброї, навички володіння якою здобувались за кілька місяців, зробило непотрібними професійних вояків, яких потрібно було готувати роками. Настав час масових мобілізаційних армій. Всі фізично здорові чоловіки проходили військову підготовку протягом строкової служби (2 — 3 роки) та ставали резервістами. У разі війни їх можна було швидко зібрати в необхідному місці (свою роль зіграв розвиток залізничного та авіатранспорту), озброїти та відправити на фронт.
Послуги найманців стали знов необхідні в 60-х роках ХХ сторіччя, коли почалася деколонізація Африки. У країнах, де зникла колоніальна адміністрація, та не існувало власної армії, розпочалася війна за владу між племінними угрупованнями. У цій ситуації найманці, які були добре озброєні та мали досвід ведення війни, були дуже могутньою силою в боротьбі з конкурентами. Найвідомішими найманцями тих років були француз Боб Денар та британець Майк Гоар. Вони зі своїми загонами командос узяли участь у кількох військових переворотах в Африці. Але наприкінці ХХ сторіччя африканські країни створили власні армії та спецпідрозділи, тож попит на найманців значно зменшився.
У середині 1990-х років стали широко використовуватися приватні військові компанії. Так, в 1995 р під час громадянської війни в Сьєрра-Леоне уряд за 60 млн доларів найняв ПВК «Executive Outcomes» з ПАР для боротьби з повстанцями. Компанія швидко сформувала з колишніх військовослужбовців частин спеціального призначення ПАР легкий піхотний батальйон, який був оснащений бронетранспортерами, безвідкатними гарматами і мінометами і діяв за підтримки декількох ударних вертольотів. Йому було потрібно лише близько двох тижнів, щоб розгромити повстанців.
Пізніше приватні військові компанії широко використовувалися США під час Іракської війни та війни в Афганістані.

## Найманці у ХХІ сторіччі

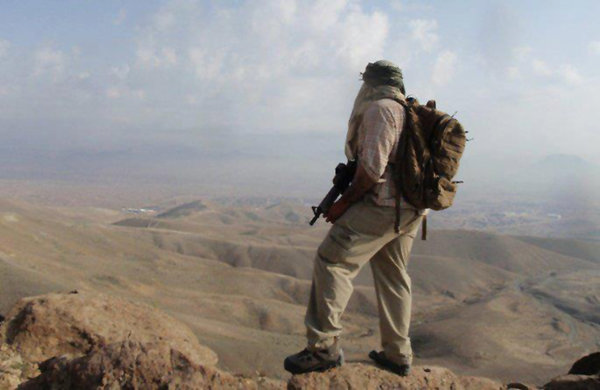
Найманець у провінції Бадахшан, Афганістан, 2006 рік

У наш час у багатьох країнах найманці переслідуються законом. За це передбачається покарання у вигляді позбавлення волі на кілька років. Тим не менше ця професія користується великим попитом. На заміну нелегальним загонам командос прийшли так звані приватні військові компанії, які офіційно зареєстровані як організації, що надають послуги у сфері забезпечення безпеки. Клієнтами таких компаній є не кандидати в африканські диктатори, а уряди європейських країн та США, транснаціональні корпорації та міжнародні неурядові організації. Чисельність персоналу в таких компаніях може складати від кількох сотень співробітників до десятків тисяч (у таких компаніях як DynCorp та Xe Service). В останні 10 — 15 років приватні військові компанії в гарячих точках (Ірак, Афганістан) беруть участь у супроводженні конвоїв, охороні урядових та міжнародних організацій, промислових об'єктів тощо. В американському військовому відомстві навіть створений спеціальний відділ для складання контрактів з приватними військовими компаніями. Так у 2008 році Іраку чисельність найманців становила 20 тисяч осіб, тоді як військовий контингент становив 130 тисяч осіб. Виводячи війська Пентагон передає приватним компаніям все більше функцій, наприклад підготовку іракських військових та поліції. Відповідно зростає і кількість найманців. Те ж саме відбувається в Афганістані.
Російська ПВК Вагнера використовувалась ГРУ в 2014 році на Донбасі та в Криму, та в 2015 в Сирії.

### Причини використання найманців у наш час
Нові засоби та методи ведення війни звели нанівець ефективність масових мобілізаційних армій. На перший план, як у часи середньовіччя вийшов професійний військовий — експерт у сучасних видах озброєнь та техніки. З іншого боку суспільство розвинених країн дуже болюче сприймає загибель солдатів регулярної армії в чужих країнах. Втрати ж найманців ніхто не рахує, оскільки ці люди знають чим ризикують, коли йдуть воювати за матеріальну винагороду. Крім того в кінцевому рахунку утримання найманців коштує для держави дешевше, ніж утримання контингенту регулярної армії. Хоча зарплатня найманців у кілька разів вище, ніж у кадрових військових, вони отримують її тільки протягом короткого терміну певної військової операції. Крім того в разі загибелі чи каліцтва солдата армії держава виплачує родині загиблого великі страхові суми, надає пільги на освіту та лікування тощо. У разі ж загибелі найманця, держава цим не опікується.

### Скандали пов'язані з найманцями
На національному рівні в багатьох країнах існують закони, що забороняють вербування найманців. У Росії це стаття 359 Кримінального кодексу Російської Федерації, відповідно до якої вербування, навчання, фінансування або інше матеріальне забезпечення найманця, а само як його використання в збройному конфлікті або військових діях, караються позбавленням волі на строк від чотирьох до восьми років, а участь у збройному конфлікті як найманця — позбавленням волі від трьох до семи років.
Погану репутацію здобули співробітники однієї з найбільших приватних військових компаній — Blackwater. У 2007 році вони влаштували стрілянину в центрі Багдаду, жертвами якої стали 17 цивільних. Після цього інциденту Blackwater змінила назву на Xe Service, що дозволило їй скласти новий контракт з Пентагоном на суму близько 0,5 мільярда доларів на навчання іракських військових. Винуватцями іншого гучного скандалу стали співробітники фірми ArmourGroup, які охороняли американське посольство в Кабулі. У 2009 році з'ясувалося, що вони влаштовували п'яні оргії на території дипломатичного представництва.

## Правовий статус найманців
Згідно з додатковим протоколом до Женевських конвенцій від 12 серпня 1949 року, що стосується захисту жертв міжнародних збройних конфліктів (Протокол I), від 8 червня 1977 року, найманцем вважається особа, яка:
- спеціально завербована на місці або за кордоном для того, щоб брати участь у збройному конфлікті;
- фактично бере безпосередню участь у воєнних діях;
- бере участь у воєнних діях, керуючись, головним чином, бажанням одержати особисту вигоду, і якій дійсно було обіцяно стороною або за дорученням сторони, що перебуває в конфлікті, матеріальну винагороду, що істотно перевищує винагороду, яка обіцяна чи сплачується комбатантам такого ж рангу і функцій, які входять до особового складу збройних сил даної сторони;
- не є ні громадянином сторони, що перебуває в конфлікті, ні особою, яка постійно проживає на території, яка контролюється стороною, що перебуває в конфлікті;
- не входить до особового складу збройних сил сторони, що перебуває в конфлікті;
- не послана державою, яка не є стороною, що перебуває в конфлікті, для виконання офіційних обов'язків як особи, яка входить до складу її збройних сил.

Найманець не має права на статус комбатанта або військовополоненого і підлягають кримінальному переслідуванню за свої дії, однак мають право на гуманне поводження. Їх покарання має бути призначено тільки за вироком компетентного судового органу. До найманців не належать військові інструктори і радники, які офіційно направляються однією державою для надання допомоги в будівництві збройних сил іншої держави, за умови, якщо вони не беруть особистої участі в збройному конфлікті.
З цих законодавчих актів можна побачити, що найманець відрізняється від професійного військового та іноземного добровольця тим, що він воює виключно заради матеріальної винагороди. Таким чином, наприклад вояки Французького іноземного легіону не є найманцями. Хоча там можуть служити громадяни будь-яких країн, але цей підрозділ входить до складу регулярної французької армії і вояки отримують такий же розмір зарплатні, як і французькі військові.
Українське законодавство забороняє своїм громадянам брати участь у збройних конфліктах з метою отримання матеріальної винагороди. Зокрема статтею 447 кримінального кодексу України передбачене наступне покарання за найманство:
- вербування, фінансування, матеріальне забезпечення, навчання найманців з метою використання в збройних конфліктах інших держав або насильницьких діях, спрямованих на повалення державної влади чи порушення територіальної цілісності, а також використання найманців у військових конфліктах чи діях — караються позбавленням волі на строк від трьох до восьми років.
- участь без дозволу відповідних органів державної влади в збройних конфліктах інших держав з метою одержання матеріальної винагороди — карається позбавленням волі на строк від п'яти до десяти років.

## Відомі наймацькі війська та формування у світовій історії
- Мамертинці
- Сакаліба
- Йомсвікінги
- Ландскнехти
- Рейтари
- Ірландські найманці
- Гессенські найманці
- Лісовчики

##### В історії України як найманці були відомі
- Скіфські найманці у персо-грецьких війнах
- Сармати на службі IX Іспанського легіону.
- Гунни на службі Римської імперії.

- Сердюки
- Жолдаки
- Компанійці

### Історія і сьогодення
- В. Бережинський. Найманці на службі київських князів (2003)
- А. Гольц. Любой конфликт за ваши деньги (2010)(рос.)
- А. Денисов. История «диких гусей» (2009)(рос.)
- С. Макун. Козаки-найманці на службі європейських держав (2000)
- С. Сикорский. Солдаты удачи (2007)(рос.)
- 6 Legendary Mercenary Armies from History (2015)(англ.)
- A Brief History of the Mercenary — Soldier of Fortune — and Contractors (2008)(англ.)
- Mercenaries in Africa: Leash the Dogs of War (2015)(англ.)
- Sean McFate, «Return of the Mercenaries» (2016)(англ.)
- J. Wisniewski, «10 Movie Worthy Real-life Mercenaries» (2013)(англ.)

### Правові документи
- Додатковий протокол Женевської конвенції
- Міжнародна конвенція про боротьбу з вербуванням, використанням, фінансуванням і навчанням найманців
- Кримінальний кодекс України